# Haliotropisme
Ne doit pas être confondu avec Héliotropisme.
Haliotropisme ou thalassotropisme désigne, en géographie sociale et en démographie, l'attraction et la migration volontaire de populations vers les littoraux et les régions maritimes en général.

## Étymologie
Du grec halios (ἅλιος), marin, ou thálassa (θάλασσα), la mer, et tropisme, un sentiment d'attirance.

## Historique
Le concept est créé par le géographe Jean-Pierre Corlay en 1995 pour décrire le phénomène de littoralisation des populations et de maritimisation de l'économie mondiale. Le phénomène d'haliotropisme débute dès le XVIIIe siècle mais ce n'est qu'avec les Trente Glorieuses que le phénomène prend véritablement de l'ampleur en France et en Europe. Ce thalassotropisme cause généralement une concentration du tissu urbain le long d'une bande côtière, caractéristique de l’organisation de la plupart des stations balnéaires de l’Europe du Nord.
Ce mouvement de population touche particulièrement les populations âgées, et les littoraux voient donc le développement de logement spécialement prévus pour les séniors indépendant et autosuffisants.
En Amérique du Sud, notamment au Brésil la tendance à l'haliotropisme s'ouvre à des populations moins aisées depuis les années 1960, conduisant à un « art de vivre à la plage » et une « idéologie du vivre en bord de mer ».

## Phénomènes parallèles
Le phénomène d'haliotropisme se combine à celui d'héliotropisme et de balnéotropisme qui voient des retraités choisir massivement les territoires littoraux comme lieux privilégiés de villégiature en raison de leur ensoleillement et de leurs aptitudes balnéaires. Ce même phénomène double a joué dans la relocalisation des Pieds-noirs après la guerre d'Algérie.